# Wilhjelmudvalget
Wilhjelmudvalget blev nedsat af den daværende regering i år 2000, og det fik til opgave at "udarbejde en rapport, som kan danne udgangspunkt for regeringens handlingsplan for biologisk mangfoldighed og naturbeskyttelse".
Udvalgets arbejde skulle være afsluttet, så rapporten kunne støtte de danske repræsentanter ved Riokonferencen i 2002.
Udvalget bestod af 35 personer, som repræsenterede interesseorganisationer og offentlige myndigheder med tilknytning til miljøområdet. Udvalgets formand var direktør Nils Wilhjelm.
Udvalgets rapport blev udsendt i november 2001 under titlen En rig natur i et rigt samfund ISBN 87-7279-328-7. Det er et interessant dokument, som giver gode oplysninger om miljøets tilstand i Danmark omkring årtusindskiftet. Ved læsning af de vedlagte udtalelser fra interessegrupperne kan man også danne sig et godt indtryk af debattens centrale emner og organisationernes standpunkter.
I 2007 stiftedes Aage V. Jensen Naturfond, hvis arbejde med naturen tog udgangspunkt i flere af de anbefalinger Wilhjelmudvalget kom med i 2001. Nils Wilhjelm var medlem af bestyrelsen i Aage V. Jensen Naturfond fra 2005-2017.

## Ekstern henvisning
- Wilhjelmudvalgets delrapporter, hovedrapport og debatten omkring den.